# Ичвувеем
Ичвувее́м (Ичувеем) — река на крайнем северо-востоке России в пределах Чаунского района Чукотского автономного округа. Длина — 154 км, площадь бассейна — 2960 км².
Название в переводе с чук. Эчъувээм — «река с богатыми пастбищами».
Впадает в залив Чаунская губа. Притоки: Эльгуквуваамкай, Кууль, Ромоваамка, Пыркакайваамкай.
В низовьях реки образован местный охотничий заказник Тыюкуль площадью 2 тыс. км².
С 1958 года проводятся разработки богатых россыпных месторождений золота Ичувеема и его бассейна — ручьёв Каатырь, Клыковый, Журавлиный, Туманный.